# Малком
Малком Филипе Силва де Оливейра (на португалски: Malcom Filipe Silva de Oliveira), познат само като Малком е бразилски футболист, полузащитник, който играе за арабския Ал-Хилал.

## Кариера

### Коринтианс
Малком започва кариерата си в школата на Коринтианс. Взет е от треньора Мано Менезес да се интегрира в основния отбор на Коринтианс през 2014 г. Той е титуляр по време на шампионската кампания в Кампеонато Бразилейро Серия А през 2015 г. Малком има общо 73 мача и 10 гола.

### Бордо
На 31 януари 2016 г. Бордо обявява, че Малком подписва с клуба, като сумата по трансфера не е разкрита. С добрите си игри, той бързо се превръща в любимец на феновете на клуба.

### Барселона
Малком първоначално се очаква да подпише с италианския клуб Рома, но Барселона успява да надвиши офертата им. На 24 юли 2018 г. той подписва с Барселона за 5 години срещу €41 милиона (€1 милион бонуси).

### Зенит
На 2 август 2019 г. той подписва със Зенит за 5 години срещу €40 милиона. Малком дебютира на следващия ден в домакинското равенство (1:1) с ФК Краснодар, като влиза в 71-вата минута на мястото на Алексей Сутормин. Заради контузии, той изиграва само 64 минути до 4 октомври. Завръща се на терена на 29 февруари 2020 г., когато изиграва 90 минути в нулево домакинско равенство с Локомотив Москва.
На 2 май 2021 г. отбелязва последния гол в мача, когато Зенит подсигурява третата си поредна титла при победа с 6:1 над втория в класирането Локомотив Москва. На 22 юли 2022 г. Малком удължава договора си със Зенит до 2027 г. На 29 април 2023 г. Малком вкарва 4 гола в един мач за първи път в кариерата си, помагайки на Зенит да постигне победа като гост с 5:1 срещу Криля Советов. Той става голмайстор на руската Висша лига 2022/23 с 23 отбелязани гола.

### Ал Хилал
На 23 юли 2023 г. президентът на Зенит обявява трансфера на Малком в Ал-Хилал от Саудитската професионална лига. Договорената сума за трансфера е 60 милиона евро с авансово плащане от 50%. На 5 август 2023 г. той дебютира за клуба, в който отбелязва гол при победата с 3:1 над Ал-Итихад ФК в четвъртфиналите на Арабската клубна шампионска купа. В дебюта си в лигата на 14 август Малком отбелязва хеттрик при победата на Ал-Хилал с 3:1 срещу Абха.

## Национален отбор
Малком е повикан в отбора на Бразилия до 20 г., за южноамериканското младежко първенство по футбол през 2015 г., където вкарва 1 гол в 6 мача, след което бразилците завършват на четвърто място.
Малком е повикан на Световното първенство по футбол за младежи през 2015 г. да замени контузеният Кенеди. Той участва в 5 мача, включително финала, където Бразилия губи от Сърбия.
През септември 2018 г. Малком е повикан от треньора Тите в първия отбор преди приятелските мачове срещу Саудитска Арабия и Аржентина.
На 17 юни 2021 г. Малком е включен в състава на Бразилия за Летните олимпийски игри през 2020 г., но е заменен, след като на участието му в турнира е наложено вето от неговия клуб Зенит. На 14 юли, обаче след контузия на Дъглас Аугусто е обявено, че той се присъединява към отбора. На 7 август 2021 г. вкарва победния гол при победата с 2:1 над Испания на финала на Олимпийските игри след продължения.

## Личен живот
Бащата на Малком го кръщава на афроамериканския активист Малкълм X.
През юли 2015 г. държавните власти в Сао Пауло разкриват схема за измама, че Малком е получил шофьорската си книжка, което обикновено отнема три месеца практика – само двадесет дни след 18-ия му рожден ден.
Малком получава критики за действията си в социалните мрежи докато играе за Бордо през септември 2017 г., когато позира за снимка с опонента си Неймар след тежка загуба от Пари Сен Жермен, а три месеца по-късно той и съотборниците му бразилци записват кратко забавно видео извън стадиона след ново поражение.
От февруари 2023 г. Малком има руско гражданство.

## Успехи

### Отборни
Коринтианс
- Кампеонато Бразилейро Серия А: 2015

Барселона
- Ла лига: 2018/19

Зенит
- Руска висша лига: 2019/20,[25] 2020/21, 2021/22,[26] 2022/23[27]
- Купа на Русия: 2019/20[28]
- Суперкупа на Русия: 2020,[29] 2021,[30] 2022,[31] 2023[32]

Ал-Хилал
- Саудитска Професионална лига: 2023/24
- Купа на краля (Саудитска Арабия): 2023/24[33]
- Суперкупа на Саудитска Арабия: 2023,[34] 2024[35]

### Национален отбор
Бразилия до 23 г.
- Летни олимпийски игри: 2020

Бразилия
- Суперкласико де лас Америкас: 2018